# Pempelia palumbella
Pempelia palumbella là một loài bướm đêm thuộc họ Pyralidae. Nó được tìm thấy ở châu Âu.
Sải cánh dài 20–23 mm. Con trưởng thành bay làm một đợt từ tháng 5 đến tháng 9 .
Sâu bướm ăn các loài calluna, ericaceae species, thyme và polygalaceae.